# 陈源豫
陈源豫（？—？），清朝政治人物。
陈源豫曾于同治四年接替洪麟绶任龙岩州知州一职，同治五年由沈赓扬接任。